# デ・ハビランド ゴブリン
デ・ハビランド ゴブリン
ゴブリン II の切断展示
- 分類：ターボジェットエンジン
- 設計者：Frank Halford
- 製造者：デ・ハビランド
- 運用者：イギリス空軍

デ・ハビランド ゴブリン (de Havilland Goblin) は、当初ハルフォード H-1と称された、Frank Halford設計による初期のターボジェットエンジンである。デ・ハビランドが製造したゴブリンは、イギリスの航空機用ジェットエンジンとしては2番目であり、「ガス・タービン」の認定試験に合格した最初のエンジンであった。
ゴブリンはまずデ・ハビランド バンパイアに使用され、続いてP-80 シューティングスターにも搭載されることとなっていたが（Allis-Chalmers J36 としてライセンス生産予定）、生産の遅れから量産機にはロールス・ロイス ダーウェントが採用された。
その他、サーブ 21R、フィアット G.80、デ・ハビランド スワローにも、ゴブリンが採用された。その後、ゴブリンは拡大版であるデ・ハビランド ゴーストと進化したが、モデルナンバーはゴブリンから継続して使用された。

## デザインと設計
エンジンはフランク・ハルフォードが1941年4月にロンドンに設立したコンサルティング会社の設計によるものであった。基本設計はフランク・ホイットルの遠心圧縮型によるもので、圧縮した空気を16の独立した燃焼器に提供し、その燃焼ガスが1段の軸流型タービンを駆動した。ホイットルのものと比べると、H-1は入口部を前面に持つ片側圧縮型で、燃焼室からの燃焼ガスは直接タービンに当たる「直線式（straight through）」であった。他方、ホイットルの設計では、全長を短くするために「反転式（reverse flow）燃焼室」を採用し、燃焼ガスはエンジン中央までパイプにより「折り曲げられて」導かれていた。ハルフォードのこの簡略化により、主要なベアリングを一箇所取り除くことが出来た。しかしながら、「折り曲げ」デザインを採用しなかったにもかかわらず、エンジンは非常にコンパクトに設計されていた。
H-1の最初の試運転は1942年4月13日に行われたが、2ヶ月の間に熟成され、予定の推力を発揮した。グロスター ミーティアに搭載しての初飛行は1943年3月5日に実施され、9月26日にはデ・ハビランド バンパイアに搭載され飛行試験が行われた。ちょうどその頃、デ・ハビランドはハルフォードの会社を買収し、彼をデ・ハビランド発動機（de Havilland Engine Company ）の会長に据えた。これにより、H-1はゴブリン、新設計のH-2はゴーストと名称が変更された。
1943年7月、2基あったH-1の内1基がアメリカに送られた。そこで、P-80 シューティングスターに搭載されることに選定された。このエンジンは試作機に装備され、1944年1月9日に初飛行が実施された。このエンジンは、地上試験で事故を起こし破壊されてしまったため、英国に残っていた1基がバンパイアから取り外され、送られた。アリス＝チャルマーズ社（Allis-Chalmers）がアメリカでのエンジン製造会社に選ばれ、J36の名称が与えられたが、生産開始は遅れてしまった。このため、ゼネラル・エレクトリックが開発したアリソン J33が、I-40（ホイットルの W.1を基にしたJ31の大幅改良版で、推力4,000 lbf（18 kN）を出した）としてP-80試作機に搭載された。

## バリエーション

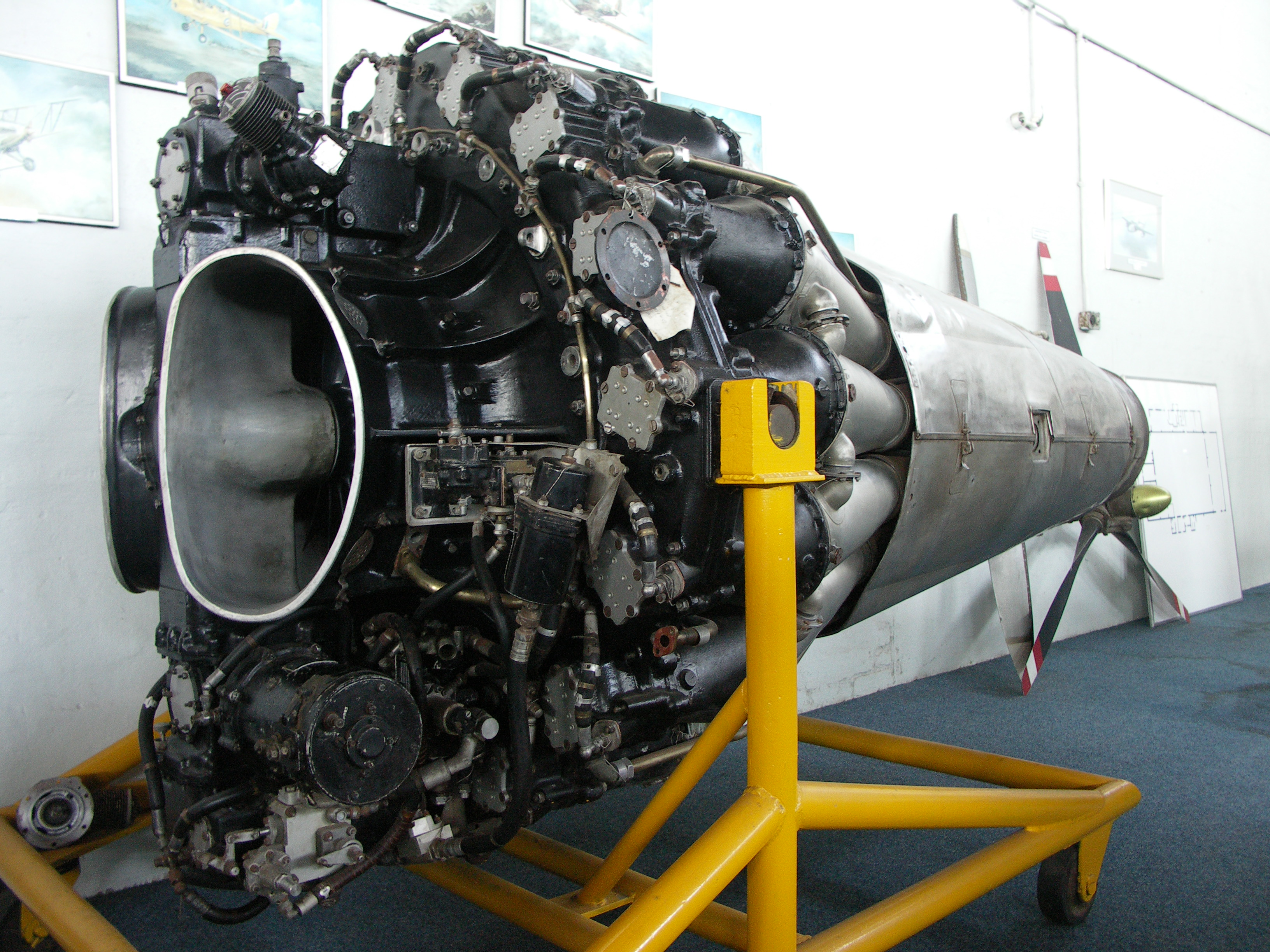
完全なゴブリンエンジン

H.1/ゴブリン I
プロトタイプは規定推力2,300 lbf (10.2 kN) として開発され、量産型では 2,700 lbf (12.0 kN) に強化された。
ゴブリン II
3,100 lbf (13.8 kN)
ゴブリン 3
3,350 lbf (14.9 kN)
ゴブリン 35
3,500 lbf (15.6 kN)
ゴブリン 4
3,750 lbf (16.7 kN)
アリス＝チャルマーズ J36
米国でのライセンス生産版

## 使用例

### 航空機

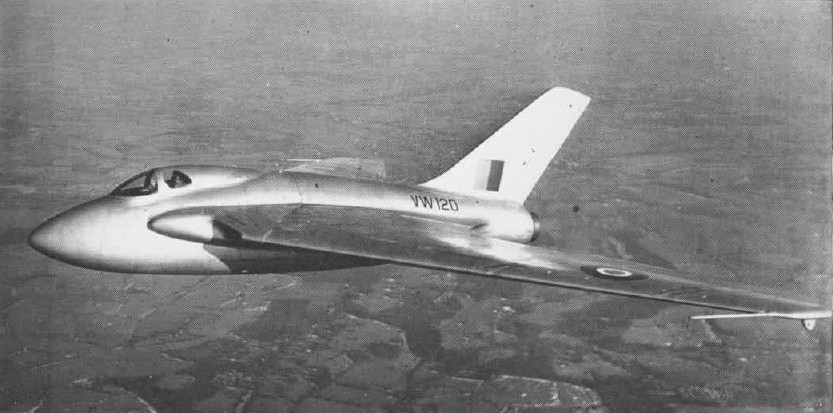
ゴブリンを搭載して飛行する DH.108 スワロー

- デ・ハビランド バンパイア
- デ・ハビランド スワロー
- カーチス XF15C-1
- フィアット G.80
- グロスター ミーティア
- P-80 シューティングスター
- サーブ 21R

### パワーボート
- Bluebird K4

## 展示先
ゴブリンはいくつかの航空博物館に展示されている。
- 航空自衛隊浜松広報館
- de Havilland Aircraft Heritage Centre
- Midland Air Museum
- Shuttleworth Collection
- Royal Air Force Museum Cosford

## 現存エンジン
2009年7月時点で、2機ゴブリンエンジン搭載バンパイアが飛行可能として登録されている。

## 仕様（D.H ゴブリン II）
一般的特性
- 形式: ターボジェット
- 全長: 107 in (2,718 mm)
- 直径: 50 in (1,270 mm)
- 乾燥重量: 1,550 lb (703 kg)

構成要素
- 圧縮機: 片側、遠心圧縮式S
- 燃焼器: 16室
- タービン: 1段
- 使用燃料: ケロシン

性能
- 推力: 3,000 lbf (13.3 kN) at 10,200 rpm
- 全圧縮比（英語版）: 3.3:1
- 空気流量: 60 lb/sec (27 kg/sec)
- タービン入口温度: 790 °C
- 燃料流量: 3,720 lb/hr (465 imp.gal/hr) (1,687 kg/hr - 2,114 L/hr)
- 燃料消費率: 1.3 lbf/lb/hr
- 推力重量比: 1.9 lbf/lb

出典: Smith

## 参考資料

### 出版物
- Gunston, Bill. World Encyclopedia of Aero Engines. Cambridge, England. Patrick Stephens Limited, 1989. ISBN 1-85260-163-9
- Smith, Geoffrey G.Gas Turbines and Jet Propulsion for Aircraft, London S.E.1, Flight Publishing Co.Ltd., 1946.